# Трегубовське сільське поселення (Великоустюзький район)
Трегу́бовське сільське поселення (рос. Трегубовское сельское поселение) — сільське поселення у складі Великоустюзького району Вологодської області Росії.
Адміністративний центр — присілок Морозовиця.

## Населення
Населення сільського поселення становить 1660 осіб (2019; 1748 у 2010, 1968 у 2002).

## Історія
Трегубовська сільська рада та Нижньошардензька сільська рада були утворені 1924 року. Станом на 1946-1948 рік до складу Нижньошардензької сільради входили 26 присілків, пізніше було приєднано присілки Бурдукіно, Буслаєво, Ісаково, Міхнінська, Пантусово, Чернишево. В той же час присілки Андропово, Кочурін Починок, Нижнє Єлакіно, Спіріно, Фроловська були приєднані до Трегубовської сільради. 11 лютого 1960 року до складу Трегубовської сільради була включена територія ліквідованої Щекинської сільської ради.
Станом на 2002 рік існували Нижньошардензька сільська рада (присілки Бірічево, Бурдукіно, Буслаєво, Великий Двор, Верхнє Алешково, Власово, Герасимово, Ісаково, Кур'яково, Міхнінська, Немоново, Нижнє Алешково, Новоселово, Оброчна, Пантусово, Пеганово, Пестово, Рижково, Фоминська, Чернишево) та Трегубовська сільська рада (присілки Борсуково, Білозерово, Верхнє Якутіно, Єлакіно, Заозер'є, Івашево, Калікино, Калініно, Кременьє, Лужевиця, Морозовиця, Оленниково, Пестово, Прокоп'єво, Скородум, Старково, Устьє-Поваліхіно, Ширяєво, Щекино). 2006 року сільради були перетворені у сільські поселення.
1 червня 2015 року ліквідовано Нижньошардензьке сільське поселення, його територія увійшла до складу Трегубовського сільського поселення.
2020 року ліквідовано присілок Оброчна.

## Склад
До складу сільського поселення входять:
| Населений пункт                      | Населення, осіб (2002) | Населення, осіб (2010) |
| ------------------------------------ | ---------------------- | ---------------------- |
| Білозерово, присілок                 | 119                    | 96                     |
| Бірічево, присілок                   | 7                      | 1                      |
| Борсуково, присілок                  | 33                     | 23                     |
| Бурдукіно, присілок                  | 0                      | 0                      |
| Буслаєво, присілок                   | 5                      | 0                      |
| Великий Двор, присілок               | 0                      | 0                      |
| Верхнє Алешково, присілок            | 0                      | 0                      |
| Верхнє Якутіно, присілок             | 112                    | 49                     |
| Власово, присілок                    | 2                      | 2                      |
| Герасимово, присілок                 | 2                      | 2                      |
| Єлакіно, присілок                    | 0                      | 0                      |
| Заозер'є, присілок                   | 14                     | 17                     |
| Івашево, присілок                    | 61                     | 54                     |
| Ісаково, присілок                    | 9                      | 3                      |
| Калікино, присілок                   | 22                     | 22                     |
| Калініно, присілок                   | 6                      | 5                      |
| Кременьє, присілок                   | 12                     | 9                      |
| Кур'яково, присілок                  | 0                      | 2                      |
| Лужевиця, присілок                   | 0                      | 0                      |
| Міхнінська, присілок                 | 8                      | 6                      |
| Морозовиця, присілок                 | 879                    | 833                    |
| Немоново, присілок                   | 2                      | 0                      |
| Нижнє Алешково, присілок             | 0                      | 0                      |
| Новоселово, присілок                 | 7                      | 7                      |
| Оброчна, присілок                    | 0                      | 0                      |
| Оленниково, присілок                 | 1                      | 0                      |
| Пантусово, присілок                  | 2                      | 1                      |
| Пеганово, присілок                   | 380                    | 362                    |
| Пестово (Нижньошардензьке), присілок | 8                      | 7                      |
| Пестово (Трегубовське), присілок     | 37                     | 39                     |
| Прокоп'єво, присілок                 | 0                      | 0                      |
| Рижково, присілок                    | 0                      | 0                      |
| Скородум, присілок                   | 16                     | 6                      |
| Старково, присілок                   | 81                     | 67                     |
| Устьє-Поваліхіно, присілок           | 6                      | 1                      |
| Фоминська, присілок                  | 7                      | 7                      |
| Чернишево, присілок                  | 2                      | 3                      |
| Ширяєво, присілок                    | 0                      | 0                      |
| Щекино, присілок                     | 128                    | 124                    |